# Älggölen (Godegårds socken, Östergötland)
Älggölen är en sjö i Motala kommun i Östergötland och ingår i Motala ströms huvudavrinningsområde.